# Бомбомёт (морской)

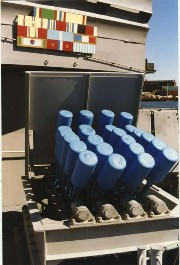
Хеджхог. Бомбомёт ВМС времён ВМВ применяемый для борьбы с подводными лодками

Бомбомёт — устройство на судне для сбрасывания глубинных бомб.
Морской (корабельный/катерный) бомбомёт — огневое средство надводных судов для стрельбы глубинными бомбами (с целью борьбы с подводными лодками и противоторпедной обороны).
Бомбомёты бывают механические (штоковые или шточные, часто их неправильно отождествляют с бомбосбрасывателями) и газодинамические (артиллерийские/бесштоковые/бесшточные и реактивные).